# Gus Greenbaum
 (octobre 2021).
Gus Greenbaum (26 février 1893 - 3 décembre 1958) est un gangster américain de l'industrie des casinos, surtout connu pour avoir repris la direction du Flamingo Las Vegas après le meurtre du cofondateur Bugsy Siegel.